# Parafia Ewangelicko-Metodystyczna Dobrego Pasterza w Warszawie
Parafia Ewangelicko-Metodystyczna Dobrego Pasterza w Warszawie – parafia Kościoła Ewangelicko-Metodystycznego w RP, należąca do okręgu wschodniego, znajdująca się w Warszawie.
Zbór (kaplica Dobrego Pasterza) oraz kancelaria parafialna mieszczą się w kamienicy Jasieńczyka-Jabłońskiego przy ul. Mokotowskiej 12.

## Historia
Metodyzm pojawił się w Polsce w okresie dwudziestolecia międzywojennego. Wówczas działalność w Polsce rozpoczęła Misja Południowego Episkopalnego Kościoła Metodystycznego ze Stanów Zjednoczonych. W roku 1921 na potrzeby misji zakupiono budynek przy ulicy Mokotowskiej 12.
Pastorzy zboru
ks. sup. Urban V.M. Darlington
ks. George Wiliam Twynham.
1921–1930. ks. Fred Cornel Woodard.
1930–1931. ks. sup. Charles T. Hardt.
1931–1935. ks. dr. Martin T. Price.
1935–1939. ks. sup. dr Gaither P. Warfield
1941–1944. ks. Michał Kośmiderski.
1944–1946. ks. sup. Konstanty Najder
1946–1948. ks. sup. Gustaw Burchardt.
1948. ks. Józef Naumiuk (nie objął zboru).
1948–1988. ks. sup. Witold Benedyktowicz.
1988–1991. ks. sup. Adam Kleszczyński.
1991–2018. ks. sup. Zbigniew Kamiński.
2018–2020. ks. sup. Andrzej Malicki.
2020– nadal ks. Wojciech Ostrowski.